# Ulmi, Dâmbovița
Ulmi là một xã thuộc hạt Dâmbovița, România. Dân số thời điểm năm 2002 là 3946 người.